# Bolo alimentar
Bolo alimentar é o alimento que mastigado juntamente com a saliva, fica reduzido a uma pasta mole.
É impulsionado até a faringe com a coordenação dos movimentos dos lábios, da língua e dos movimentos peristálticos, seguindo, posteriormente, para o esôfago e, finalmente, para o estômago, onde é digerido fisicamente e quimicamente: o estômago secreta ácido clorídrico, que dá início à transformação do bolo alimentar. Ao conteúdo resultante do estômago e do intestino delgado dá-se o nome de quimo. Após passar por processamento no intestino, passa a ser chamado de quilo.